# The Impossible Game
The Impossible Game — мобільна гра, розроблена компанією FlukeGames і випущена 5 серпня 2011 року. Перший трейлер гри на Xbox Live викладено 25 жовтня 2009. Ця гра є прообразом гри Geometry Dash, що вийшла у 2013 році та стала в цей час неймовірно популярною. Гра є платною і доступна в Play Market, App Store і Steam. Існує і безкоштовна версія, в якій відсутній ряд можливостей.
Поточна версія 1.1.5 — останнє оновлення, яке було 26 грудня 2016 року.

## Геймплей
Мета гри полягає в тому, щоб кубик проходив рівні, долаючи шипи та ями. У грі є 5 рівнів (2 у звичайній версії для iOS та Android), чотири з яких мають оригінальну музику, які синхронізуються з рівнем. 
Доступний режим практики, де можна розмістити прапори (контрольні точки), але якщо ви пройдете рівень в режимі практики, то вам все одно буде потрібно його пройти у звичайному режимі.
У комп'ютерній версії гри доступний редактор рівнів, в якому гравці можуть створювати власні рівні, а також можуть використовувати власну музику.

## Відгуки
| Агрегатор    | Оцінка                                  |
| ------------ | --------------------------------------- |
| GameRankings | (X360) 60% (iOS) 67% (PSP) 87% (PC) 67% |
| Metacritic   | (PC) 64                                 |

| Видання   | Оцінка |
| --------- | ------ |
| Eurogamer | 6/10   |

The Impossible Game отримала загально неоднозначні відгуки. У Metacritic версія для ПК отримала сукупну оцінку 64. На GameRankings вона отримала 60% на Xbox 360, 67% на IOS, 87% на PSP, та 67% на ПК. Eurogamer дав версії на Xbox 360 6/10, заявивши, що "це монументально засмучує, але також вражає звикання, коли ви постійно намагаєтесь досягти дорогоцінного прогресу".